# A Fool and His Money
A Fool and His Money er en amerikansk stumfilm fra 1912 af Alice Guy-Blaché.